# Спрінг-Ридж (Пенсільванія)
Спрінг-Ридж (англ. Spring Ridge) — переписна місцевість (CDP) в США, в окрузі Беркс штату Пенсільванія. Населення — 1050 осіб (2020).

## Географія
Спрінг-Ридж розташований за координатами 40°21′12″ пн. ш. 75°59′21″ зх. д. / 40.35333° пн. ш. 75.98917° зх. д. (40.353242, -75.989226).  За даними Бюро перепису населення США в 2010 році переписна місцевість мала площу 2,33 км², уся площа — суходіл.

## Демографія
Згідно з переписом 2010 року, у переписній місцевості мешкали 1003 особи в 518 домогосподарствах у складі 302 родин. Густота населення становила 430 осіб/км².  Було 560 помешкань (240/км²).
Расовий склад населення:
| - 89,5 % — білих - 6,8 % — азіатів - 2,4 % — чорних або афроамериканців |

До двох чи більше рас належало 0,7 %. Частка іспаномовних становила 3,3 % від усіх жителів.
За віковим діапазоном населення розподілялося таким чином: 12,4 % — особи молодші 18 років, 46,9 % — особи у віці 18—64 років, 40,7 % — особи у віці 65 років та старші. Медіана віку мешканця становила 59,8 року. На 100 осіб жіночої статі у переписній місцевості припадало 84,4 чоловіків;  на 100 жінок у віці від 18 років та старших — 78,3 чоловіків також старших 18 років.
Цивільне працевлаштоване населення становило 318 осіб. Основні галузі зайнятості: фінанси, страхування та нерухомість — 24,5 %, освіта, охорона здоров'я та соціальна допомога — 23,9 %, роздрібна торгівля — 18,2 %.